# Ochicanthon nitidus
Ochicanthon nitidus là một loài bọ cánh cứng trong họ Bọ hung (Scarabaeidae).